# III symfonia „Symphony of Sorrows” Fossa
III symfonia „Symphony of Sorrows” – utwór instrumentalny, skomponowany przez Lukasa Fossa w 1991.
Kompozycja przeznaczona jest dla narratora (ad libitum) oraz na fortepian (obbligato) i wielką orkiestrę symfoniczną. Powstała na zamówienie AT&T Foundation z okazji stulecia istnienia Chicagowskiej Orkiestry Symfonicznej.

## Premiera
Światowa prapremiera symfonii miała miejsce w Chicago 19 lutego 1992, w wykonaniu Chicagowskiej Orkiestry Symfonicznej pod dyrekcją Zubina Mehty.

## Budowa i charakterystyka utworu
III symfonia jest abstrakcyjnym odniesieniem do ludzkiej natury, przemocy i nadziei, co wynika z tytułów poszczególnych części i naprzemiennie atonalnej i tonalnej retoryki utworu. Foss nigdy nie skupiał się wyłącznie na technikach aleatorycznych, dodekafonii, kontrastowych zestawieniach dysonansowo-konsonansowych czy improwizacji, ale znajdował pomysły w każdej z tych technik. A przy tym uważał, że jednorazowe wykorzystanie dobrego pomysłu muzycznego jest marnotrawstwem, chętnie więc nawiązywał do swoich wcześniejszych utworów, jak w przypadku tej kompozycji.
Symfonia składa się z czterech części:
I Fugue: Of Strife and Struggle
II Elegy for Anne Frank. Andante sostenuto – Allegretto
III Wasteland
„Bursts in the violet air” (Agitato)
„Withered stumps of time” (Lento)
„Staring forms” „broken images” (Doppio più mosso ma pesante)
„Voices singing out of empty cisterns” (più sostenuto)
IV Prayer
Część pierwszą otwiera dodekafoniczna fuga z podtytułem Of Strife and Struggle, realizowana na dwóch różnych planach rytmicznych, która jednak zamiast się rozwijać, zacina się i rozpaczliwie jąka na tle jednostajnie mglistego ostinato.
Część druga jest elegią poświęconą pamięci Anne Frank, skomponowaną przez Fossa w 1989 dla uczczenia 60. rocznicy jej urodzin. W pierwotnym zamyśle był to odrębny utwór na orkiestrę kameralną z towarzyszeniem fortepianu i narratora (ad libitum). W tej części symfonii melodyka staje się tonalna, prosta, przywodząca na myśl tęskną, dziecięcą melodię, zawieszoną nagle w przytłaczającym emocjonalnie dysonansie.
Część trzecia nawiązuje do Ziemi jałowej T.S. Eliota. Rozpoczyna się wcześniejszą atonalną kompozycją Fossa Exeunt z 1982. Całość tej części utworu jest zbliżona charakterem do literackiego pierwowzoru, jednak u Fossa jej wymowa jest bardziej ponura i apokaliptyczna.
Część czwarta – finałowa „modlitwa” – rozpoczyna się nostalgicznym tematem melodycznym w niemal neoklasycznym stylu Coplanda, ale ostatecznie nastrój rozpogadza się optymistycznie.

## Instrumentarium
- 3 flety, w tym 2 flety piccolo
- 2 oboje
- rożek angielski
- 3 klarnety, w tym klarnet basowy
- 3 fagoty, w tym kontrafagot
- 4 waltornie
- 3 trąbki
- 3 puzony, w tym 1 puzon basowy
- tuba
- kotły
- 3 perkusje
- harfa
- fortepian
- instrumenty smyczkowe:
I skrzypce
II skrzypce
altówki
wiolonczele
kontrabasy